# Дрво Ане Франк
52° 22′ 30.7″ N 4° 53′ 4.7″ E / 52.375194° С; 4.884639° И
Дрво Ане Франк (хол.: Anne Frankboom или, неправилно, Anne Frank boom) био је један дивљи кестен који је растао у центру Амстердама, а који је описан у "Дневнику Ане Франк" (хол.: Het Achterhuis). У свом дневнику Ана Франк је описала ово дрво онако како га је видела с прозора Куће Ане Франк, зграде у којој су се она и њена породица скривали од нациста током Другог светског рата, а која је данас претворена у Музеј Ане Франк.
Током година здравствено стање дрвета значајно се погоршало због напада инсеката и гљивичне инфекције. Због тога је управа града, 20. новембра 2007. одлучила да се дрво мора посећи због опасности да у противном може пасти само. Ипак, већ следећег дана суд  је издао привремену меру заустављања сече. Фондација Ане Франк и грађани Амстердама развили су алтернативни план како да се дрво спаси. Формирана је Фондација за подршку Дрвету Ане Франк, која је спроводила предложени план и преузела бригу о дрвету.
Три године касније, 23. августа 2010. године, током јаке олује, стабло се под налетима снажног ветра сломило на висини од око 1 метар изнад земље. Дрво је пало преко баштенског зида и оштетило помоћне објекте али, на срећу, друге штете није било. Старост палог дрвета процењена је на 150-170 година.

## Шта је дрво значило Ани
У Дневнику Ане Франк кестен се помиње три пута:
| „ | Среда, 23. фебруара 1944. Драга Кети, напољу је дивно време и сасвим сам се опоравила од јуче. Скоро сваког јутра одлазим у собу на тавану, где Петар ради, да бих мало проветрила плућа. Са мојег омиљеног места на поду гледам на плаво небо и оголели кестен, на чијим се гранама пресијавају као сребро ситне кишне капи, и галебове и друге птице како једре ветром... ... Уторак, 18. априла 1944. Драга Кети, ... Дошло је дивно пролеће после дуге, променљиве зиме; април је заиста диван, ни много топао ни много хладан, са повременим малим пљусковима. Наш кестен је већ скоро сасвим озеленео, а понегде могу се чак видети и мали пупољци. ... Субота, 13. маја 1944. Најдража Кети, јуче је био татин рођендан. Мама и тата су у браку деветнаест година. Чистачица није била доле, а сунце је сијало као никад раније. Наш дивљи кестен је у пуном цвету, густо покривен лишћем и много лепши но прошле године... | ” |

Ото Франк, Анин отац, први пут је прочитао Дневник 1968. године. Своје изненађење чињеницом колико је дрво значило Ани описао је на следећи начин:
| „ | Како сам могао знати колико је Ани значило да види комад плавог неба, да посматра галебове током лета и колико јој је кестен био важан. Колико се сећам, никада није показивала посебан интерес за природу. Али она је у то време, када се осетила као птица у кавезу, за природом чезнула. Она је у размишљању о природи нашла само утеху, али је та осећања у потпуности задржала за себе. | ” |

## Интерактивни пројекат
Дрво Ане Франк такође је и назив интерактивног пројекта који је покренула Кућа Ане Франк 2006. године, када га је отворила Ема Томпсон. Посетиоци музеја могу да испишу своје име на "листу" дрвета, показујући на тај начин своје саосећање и симпатије према Ани Франк. Део учесника у овом интерактивном пројекту су и ученици из више од 200 школа у свету названих по Ани Франк.

## Хронологија догађаја везаних за покушаје спашавања стабла
- Забринутост због здравственог стања дрвета датира од 1993. године, када је анализом земљишта утврђено да цурење из оближњег подземног резервоара гаса угрожава коренов систем дрвета. Град Амстердам потрошио је 160.000 € на програм санације земљишта како би се дрво спасило.[9] Последњих неколико година дрво је напала и изузетно агресивна гљива Ganoderma applanatum која изазива трулеж и подрива стабилност дрвета. Поред тога, гусеница лисног минера дивљег кестена (Cameraria ohridella) наносиле су велику штету, изазивајући прерано сушење и опадање лишћа.[9]

- Дана 26. маја 2005. године, круна овог дрвета је драстично орезана након што је тим ботаничара шест месеци радио студију и дошао до закључка да је ово најбољи начин да се осигура стабилност дрвета. Међутим болест је наставила да напредује и наредним истраживањем 2006. године процењено је да је 42% дрвета труло.[12] Неки ботаничари сматрали су да је смрт овог дрвета неизбежна и власник земљишта је одлучио да затражи дозволу да се дрво посече, како би се избегла опасност да ово огромно дрво само падне.

- У септембру 2007. од стране жалбене комисије донете су две одлуке: једна која подржаваа права власника да дрво посече у било које време у наредне две године и друга која одобрава захтев Института за дрвеће да истражи могућност да се дрво спаси. Власник суседне некретнине, која се граничи са Музејом Ане Франк, пристао је да сачека предлог Института до 1. Јан 2008.

- Од 2. октобра 2007. у дискусију се укључиола и Холандска фондација за дрвеће (хол.: Bomenstichting).[11] Дана 15. новембра 2007. узврђено је, на основу мишљења угледних светских стручњака, да је дрво довољно здраво да не представља опасност по околину.[13]

- Дана 14. новембра 2007. године забрањен је тст повлачењем, али четири дана касније ова процена снаге дрвета је спроведена. Стручњаци инжењерске фирме, специјализована за стабла,[14] утврдили су да је дрво отпорно на ударе ветра и може се само одржатии, чиме се елиминисала потреба за спољашњом интервенцијом, јер не представља опасност за околину.[1]

- Претходног дана, 13. новембра 2007. градске власти одлучиле су да ће 21. новембра 2007. дрво бити посечено.[15] На судском рочишту, одржаном дан пре заказане сече, укључила се и Фондација за подршку дрвету.[16]

- Дана 21. новембра 2007. одлучено је да се сеча обустави.[17] Истог дана управа града и Фондација Ане Франк одржали су конференцију за новинаре током које су поновиле своје тврдње да постоји "акутна опасност". Позвали су градоначелника Амстердама да настави са хитном сечом.

- Дана 17. децембра 2007. године Комитет за подршку Дрвету ане Франк је представио свој алтернативни план за очување дрвета, који укључује конструкцију која ће заштитити дебло од лома. Неколико недеља касније стручњаци обе стране представили су заједничку процену стања дрвета. Њихова пресуда била је да дрво може живети још најмање 5-15 година, а ради безбедности треба изградити и заштитну конструкцију.

- Заштитна конструкција, завршена у мају 2008. дизајнирана је тако да омогући дрвету да преживи још најмање пет година.[18][19]

- После нешто више од две године, 23. августа 2010. дрво се, под ударима јаког ветра, срушило током снажне олује, преломивши се на око 1 метар изнад земље.[4] Пало је преко баштенског зида и на срећу оштетило само помоћне објекте у врту.

- Следећег дана 23. августа 2010. примећено је да из пања, нешто испод места где се дебло преломило, расте мали бочни изданак и изражена је нада да ће овај изданак порасти у ново дрво. Постоје и планови да се сачувају велики делови палог дебла и његове велике гране. Тежина палог дрвета процењена је на око 27 тона.[20]

- Неке од слика у Ројтеровом Архивирано на веб-сајту  (29. јануар 2020) извјештају показују на већем делу попречног пресека дебла карактеристичан образац прелома трулог дрвета, осим на танком рубном слоју бељике.
- Пало дрво је уклоњено.[21]

## Нови живот палог дрвета
Обзиром на лоше здравствено стање стабла, из плодова - кестенова Дрвета Ане Франк узгојене су младице које су посађене широм света. Једанаест их је однесено у Сједињене Америчке Државе и посађено на зелене површине музеја, школа, у паркове и испред меморијалних центара посвећених жртвама холокауста, кроз пројекат коју је предводио Центар Ане Франк у Сједињеним Америчким Државама. Прва младица засађена је у априлу 2013. године у Дечјем музеју у Индијанаполису. Друге саднице послате су њујоршком парку, у знак сећања на жртве напада 11. септембра 2001. затим у Литл Рок, (Арканзас), Масачусетс (Калифорнија), Ајдахо (Мичиген) и Вашингтон.
У децембру 2013. једна младица клонирана са овог дрвета, украдена је испред школе у Франкфурту која носи име чувене јеврејске девојчице. Младо дрво, високо 2,5 метра, је најпре оборено на земљу, а потом однето. Младица је поклоњена овој школи 2008. године.
Дана 25. фебруара 2015. једна садница посађена је у Листер парку у Бредфорду (Уједињено Краљевство)